# Manuel Maciel y Cabral de Alpoin
Manuel Maciel y Cabral de Alpoin o simplemente Manuel Maciel y nacido como Manuel Maciel de la Cueva y Cabral de Melo y Alpoin (Corrientes, 1690 - Santa Fe, 20 de octubre de 1764) fue un militar, explorador, burócrata, hacendado y funcionario de gobierno colonial español en la actual Argentina que, como capitán de caballería, ostentó el cargo de alcalde de la ciudad de Corrientes en 1714. Al cambiar su residencia a la tenencia de gobierno de Santa Fe en el primer cuarto del siglo XVIII, fue nombrado varias veces como alcalde de primer voto y juez de Rentas de la ciudad homónima en 1726, en 1734 y en 1747, además de regidor en esta segunda fecha. Designado procurador general de la misma urbe en 1737, fue el mentor de la proclamación de Santa Fe como «Puerto Preciso», con un dictamen favorable en 1739. Llegó a convertirse en maestre de campo general en 1741, al actuar en las campañas de pacificación de los aborígenes chaqueños. Era nieto del fidalgo portugués Manuel Cabral de Melo y Alpoin que fuera teniente de gobernador de Corrientes hasta principios de 1636 y también alcalde de la urbe en 1656.

## Biografía

### Origen familiar y primeros años
Manuel Maciel y Cabral de Alpoin había nacido en el año 1690 en la ciudad de Corrientes de la tenencia de gobierno homónima, dentro de la gobernación del Río de la Plata que formaba parte del gran Virreinato del Perú, en el seno de una distinguida familia de linaje luso-hispana.

El imperio de Felipe II en 1598, distinguiendo el ámbito de cada Consejo territorial en el sistema polisinodial de la Monarquía Católica
Territorios adscritos al Consejo de Castilla
Territorios adscritos al Consejo de Aragón
Territorios adscritos al Consejo de Portugal
Territorios adscritos al Consejo de Italia
Territorios adscritos al Consejo de Indias
Territorios adscritos al Consejo de Flandes abarcando los territorios disputados con las Provincias Unidas.

Sus padres eran el general Baltasar Maciel y de la Cueva, teniente de gobernador de Corrientes desde 1676 hasta 1678 (e interinamente en 1687), y su esposa Gregoria Cabral de Melo Alpoin y Arias de Mansilla (n. Corrientes, ca. 1659), cuyo enlace fueran las terceras nupcias de Maciel.
Era nieto paterno del portugués Baltasar Maciel y Páez de la Puga (Viana do Castelo, ca. 1600) y de su esposa desde 1625, la rioplatense Ana de la Cueva y Prado (n. Concepción del Bermejo, ca. 1605).
Su abuelo materno era el maestre de campo azureño Manuel Cabral de Melo y Alpoin, teniente de gobernador en los períodos de 1629 a 1633 y desde 1634 hasta 1636, casado tardíamente con la muy joven Inés Arias de Mansilla y Espinosa (n. ca. 1621).
Por lo tanto, Manuel Maciel era bisnieto paterno de Toribio de la Cueva y de su esposa Isabel del Prado, quienes tuvieran que abandonar en 1632 la efímera ciudad chaqueña fundada en 1585, para finalmente radicarse en la ciudad de Corrientes hacia 1640, y de Ana Maciel —una hermana de Melchor Maciel del Águila (n. Viana do Castelo, 1583 - Buenos Aires, 1633), quien fuera un rico hacendado y comerciante portugués— y de su cónyuge Baltasar Paes da Puga.

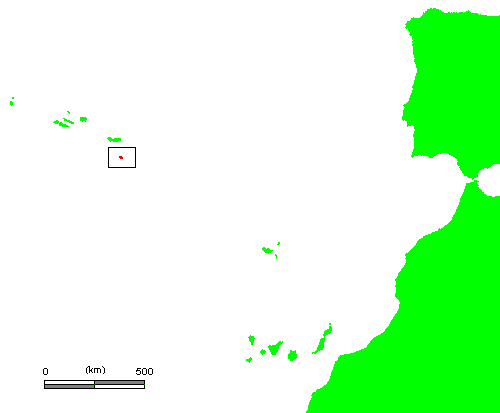
Islas Azores, con Santa María, Reino de Portugal.

Además de bisnieto materno de los azoranos Amador Vaz de Alpoim y de Margarita Cabral de Melo, la hermana menor de Inés Nunes, quienes se habían trasladado a Río de Janeiro en 1596 con sus cuatro hijos pequeños —Manuel de 5 años de edad ya citado, Cristóbal, Matías e Isabel siendo bebé— y en donde tendrían a los otros tres: Juan, el futuro general Amador Báez de Alpoin que se casó con Ana Romero de Santa Cruz, y el menor, Antonio Báez de Alpoin.
Por lo tanto era tataranieto paterno de la infanzona portuguesa María Díaz de Maciel (n. Viana do Castelo, ca. 1563) y de su esposo Antón Fernández (n. ib., ca. 1558).
El matrimonio con 7 hijos y poseedor de una gran fortuna pasaron a Buenos Aires, capital de la gobernación rioplatense del Virreinato del Perú, el 5 de enero de 1599, ya que desde 1580 hasta 1640 la corona de Portugal se había unido a la de España con Felipe II de la Casa de Habsburgo, y consolidado en 1582 luego de la batalla de la Isla Terceira de las Azores.
Una vez instalados, la familia Cabral de Melo adquirió una estancia en el pago del río Luján que a partir de 1617 pasaría a ser administrado por su hijo mayor Manuel, de unos 26 años de edad, luego del fallecimiento de su padre, incrementando aún más la fortuna familiar.

### Carrera militar y alcaldía en Corrientes y su traslado a Santa Fe

Virreinato del Perú hacia 1650.

Manuel Maciel siendo muy joven, alrededor del año 1710, decidió hacer la carrera de las armas, por lo cual terminó formando parte de las milicias correntinas.
Cumpliendo los veinticuatro años de edad, en el año 1714, fue nombrado alcalde de la ciudad de Corrientes, además de ocupar el cargo honroso como notario del Santo Oficio.
Llegando al rango de capitán de caballería hacia 1720, se trasladó a la ciudad de Santa Fe adonde se avecindaría en el año 1726, seguramente por haber conocido a Rosa de Lacoizqueta a quien desposaría en el mismo año.

### Incursiones guaycurúes en Santa Fe y sus consecuencias
Desde el año 1709 —más de setenta años del abandono de la ciudad chaqueña de Concepción del Bermejo y dieciséis años del de Esteco Nueva— la ciudad de Santa Fe sufría un verdadero asedio por parte de los guaycurúes, por lo cual se organizaron campañas militares en 1716 y en 1721 pero que nada lograron, quedando la población a la defensiva y sin poder substraerse de las obligaciones militares.

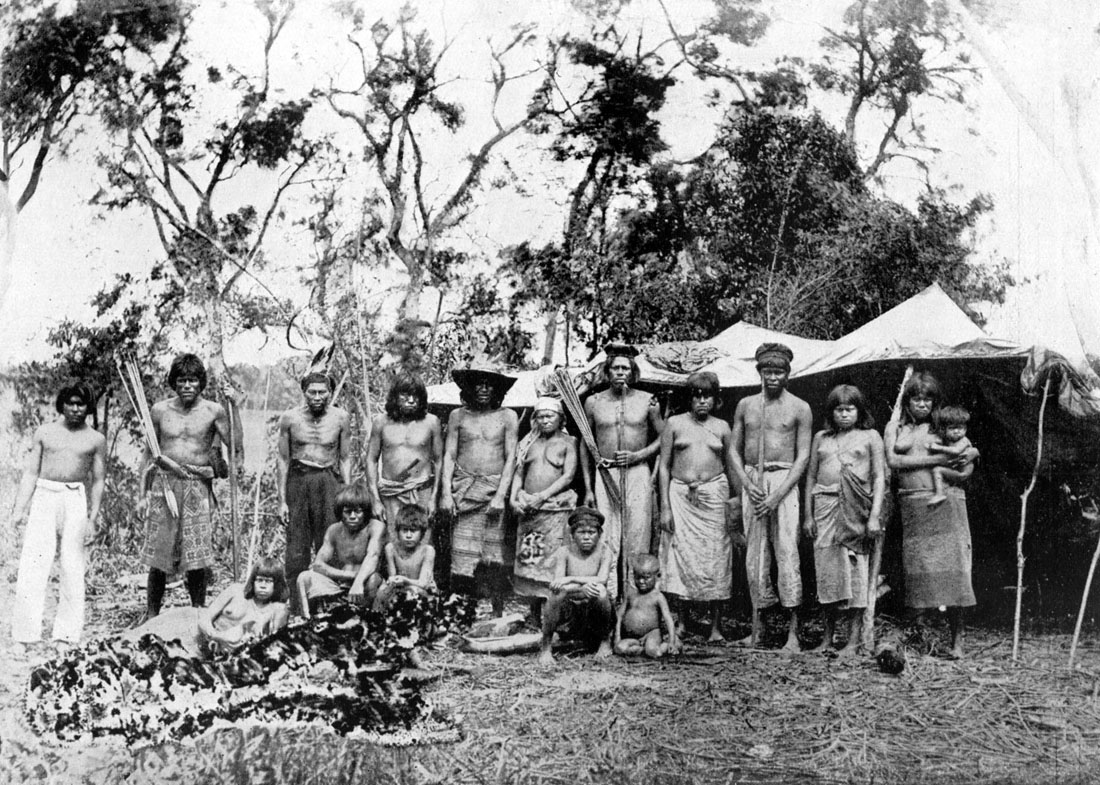
Toldería de tobas, luego de la definitiva Conquista del Chaco argentino, a finales del.

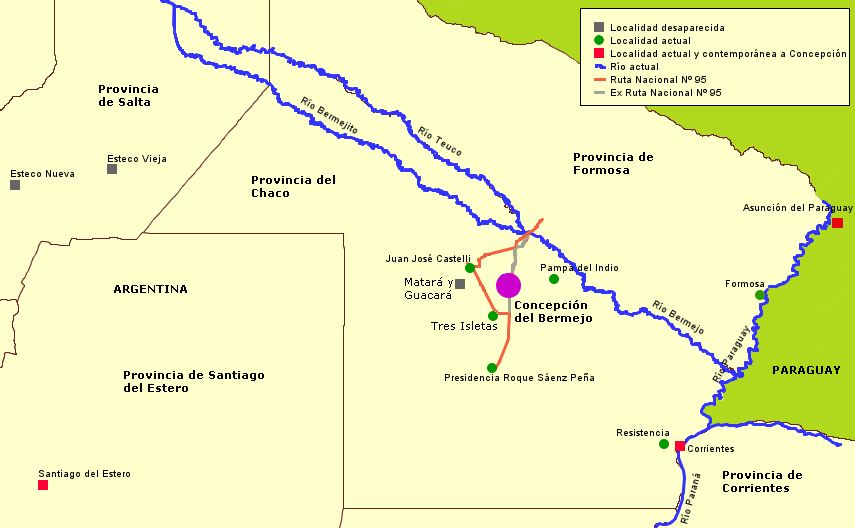
El Chaco Central (actual provincia argentina de Formosa) y el Austral (actual Provincia del Chaco y territorios de provincias colindantes) con las antiguas ciudades de Concepción del Bermejo, además de sus encomiendas Matará-Guacará, y Esteco Nueva con su estancia Esteco Vieja y rancheríos de Culicas-Yatasto, extintas desde 1632 y 1692 respectivamente. Mapa con divisiones políticas actuales.

En este estado de guerra permanente se nombró al capitán de las milicias locales Juan José de Lacoizqueta —futuro cuñado de Manuel Maciel— como alcalde de 2.º voto y juez de Menores, en 1721, iniciando así su vida pública.
Lacoizqueta logró la licencia para vaquear en 1723 y agregando al trabajo como accionero de vaquerías, se le sumó que su padre, Juan de Lacoizqueta —futuro suegro de Manuel Maciel— le delegara sus actividades comerciales, que a raíz de la guerra y de la merma del movimiento portuario debieron hallarse muy disminuidas.
La gravedad de la contienda y la incertidumbre consecuente obligaba a la población a migrar, por lo cual tomaba fuerza la idea de volverla a trasladar veinticinco leguas al sur o al otro lado del río Paraná, en la Bajada. El 2 de julio de 1725 se reunieron en Cabildo Abierto para tratar este tema.
Al haber sido nombrado Manuel Maciel y Cabral de Alpoin como alcalde de Santa Fe en 1726, y al ser un experimentado militar de carrera, organizaría a la ciudad para realizar una pacificación en el Chaco Austral y como consecuencia de las campañas de 1728 y 1729, al comenzar a obtener victorias frente a los aborígenes, la vida urbana tendería a recobrar algo de tranquilidad.
Inicióse de esta forma una etapa ofensiva que se profundizaría al asumir en el gobierno Francisco Javier de Echagüe y Andía Márquez Montiel, el 12 de junio de 1733.

### Tratados de paz con los guaycurúes y su evangelización
Comenzaba asimismo, una transformación lenta en las relaciones interétnicas, entre guaycurúes y españoles, y los acuerdos de paz permitirían posteriormente a los caciques charrúas, mocovíes y abipones, solicitar ser reducidos en pueblos adoctrinados por los jesuitas.
Las primeras de dichas reducciones fueron la de los aborígenes charrúas de Cayastá en 1742 que fue seguida por la reducción mocoví de San Javier en 1743, las de abipones de San Jerónimo del Rey en 1748, de San Fernando del Río Negro en 1750 y del Santo Rosario y San Carlos del Timbó en 1763, y posteriormente al fallecimiento de Maciel, continuarían con la labor misionera, siendo la más inmediata, la «reducción mocoví de San Pedro» del río Salado en 1765, entre otras más, aunque serían ya de la congregación de franciscanos.
Pero a pesar de dicha y momentánea pacificación con los guaycurúes desde 1730, la ciudad de Santa Fe continuaba paralizada en su tráfico comercial y parecía que no fuera a restablecerse la notable actividad portuaria que existía antes de la guerra con los amerindios chaqueños.

### Gestión en cargos burocráticos de Santa Fe

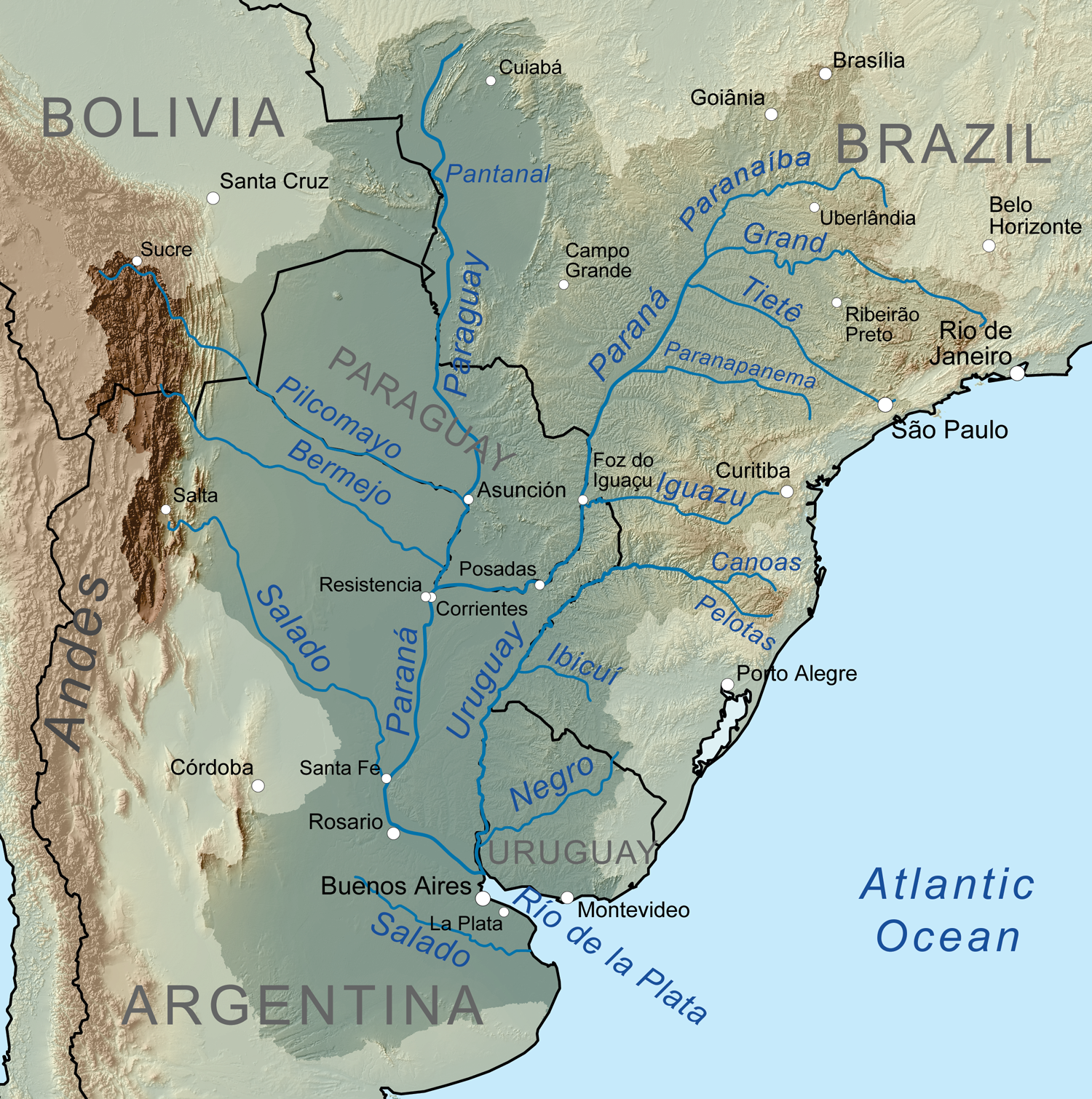
Cuenca del Río de la Plata, con Buenos Aires, Asunción, Corrientes y Santa Fe.

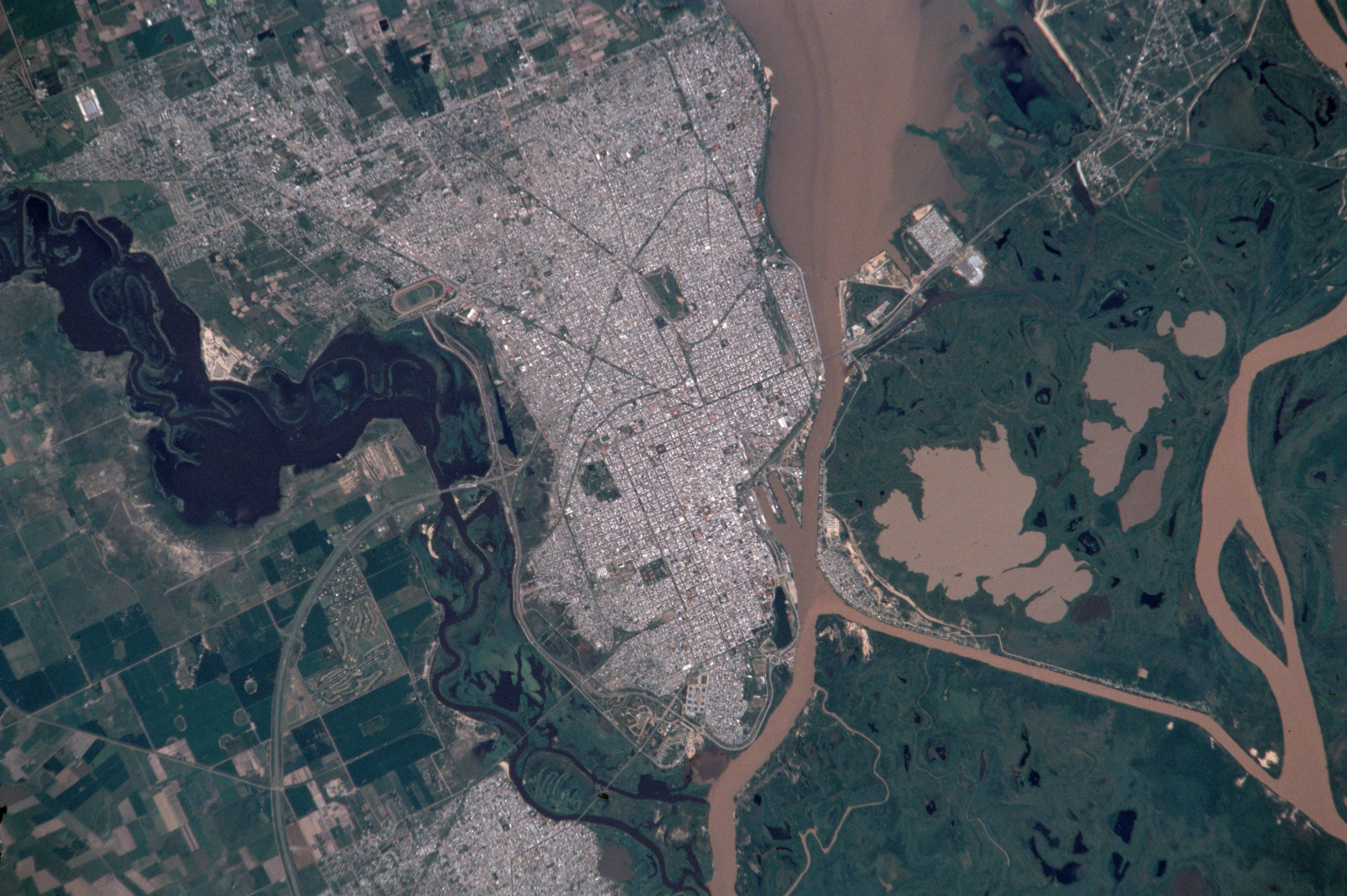
Ciudad de Santa Fe en la desembocadura del río Salado del Norte con el río Paraná.

Manuel Maciel, luego de mudar su residencia a Santa Fe y contraer primeras nupcias en 1726, fue nombrado varias veces como alcalde de la ciudad y juez de Rentas.
Posteriormente fue asignado nuevamente como alcalde de primer voto y regidor de Santa Fe en 1734 y unos años después, en octubre de 1737, lo nombrarían procurador general y juez de Menores de la misma ciudad, en virtud del fallecimiento de su antecesor, Antonio Fuentes del Arco y Godoy.
Ocupando el cargo de procurador, inmediatamente Maciel planteó al cabildo la necesidad de reiniciar las gestiones para recuperar el tráfico del puerto y el uso de los caminos comerciales perdidos durante la guerra.
Autorizado para iniciar nuevos autos sobre los problemas santafesinos, comenzó a reunir documentos que certificaran las opiniones de la ciudad conteniendo declaraciones del gobernador del Tucumán, Matías de Angles, y del provincial de los jesuitas, fray Jaime Aguilar, ambos de paso por la ciudad, agregando certificaciones del clero urbano y un interrogatorio a seis vecinos de entre 50 y 60 años de edad, que apuntaba a destacar el lamentable estado en que se hallaba Santa Fe y la necesidad de recuperar el comercio perdido, estableciéndose la obligatoriedad de descargar los productos paraguayos en el puerto de la ciudad.
El 15 de septiembre de 1738, a punto de viajar Juan José de Lacoizqueta al Alto Perú, Maciel pidió al Cabildo para que se le dieran poderes para que presentase el estado crítico de Santa Fe e implorar su socorro. En el mismo día aprobaron la solicitud, indicándose que se aprovecharan los documentos antes reunidos.
Una vez Lacoizqueta en Charcas en el día 2 de junio de 1739, delegó su representación a Ambrosio de Cabrera, procurador de la Audiencia, y lo hizo invocando la real cédula de 1726 que obligaba a parar en ese puerto y pagar los arbitrios que la norma fijaba.
Efectivamente, el 27 de junio del mismo año, la Real Audiencia de Charcas se pronunciaba en concordancia con la opinión del fiscal que produjo un dictamen favorable, produciéndose la real provisión que declaraba a Santa Fe «Puerto Preciso» de los barcos del comercio paraguayo prohibiendo su paso a Buenos Aires. Se había conseguido en 25 días, lo que en años no se había logrado ante el gobernador bonaerense.
Maciel fue reemplazado por su cuñado Juan José de Lacoizqueta, como nuevo procurador general y juez de Menores, el 10 de enero de 1741. En este último año llegó a convertirse en maestre de campo general, al actuar en las campañas de pacificación de los aborígenes chaqueños y seis años después, en 1747, sería nuevamente nombrado alcalde de primer voto de Santa Fe.

### Sus últimas obras y pleito de hidalguía

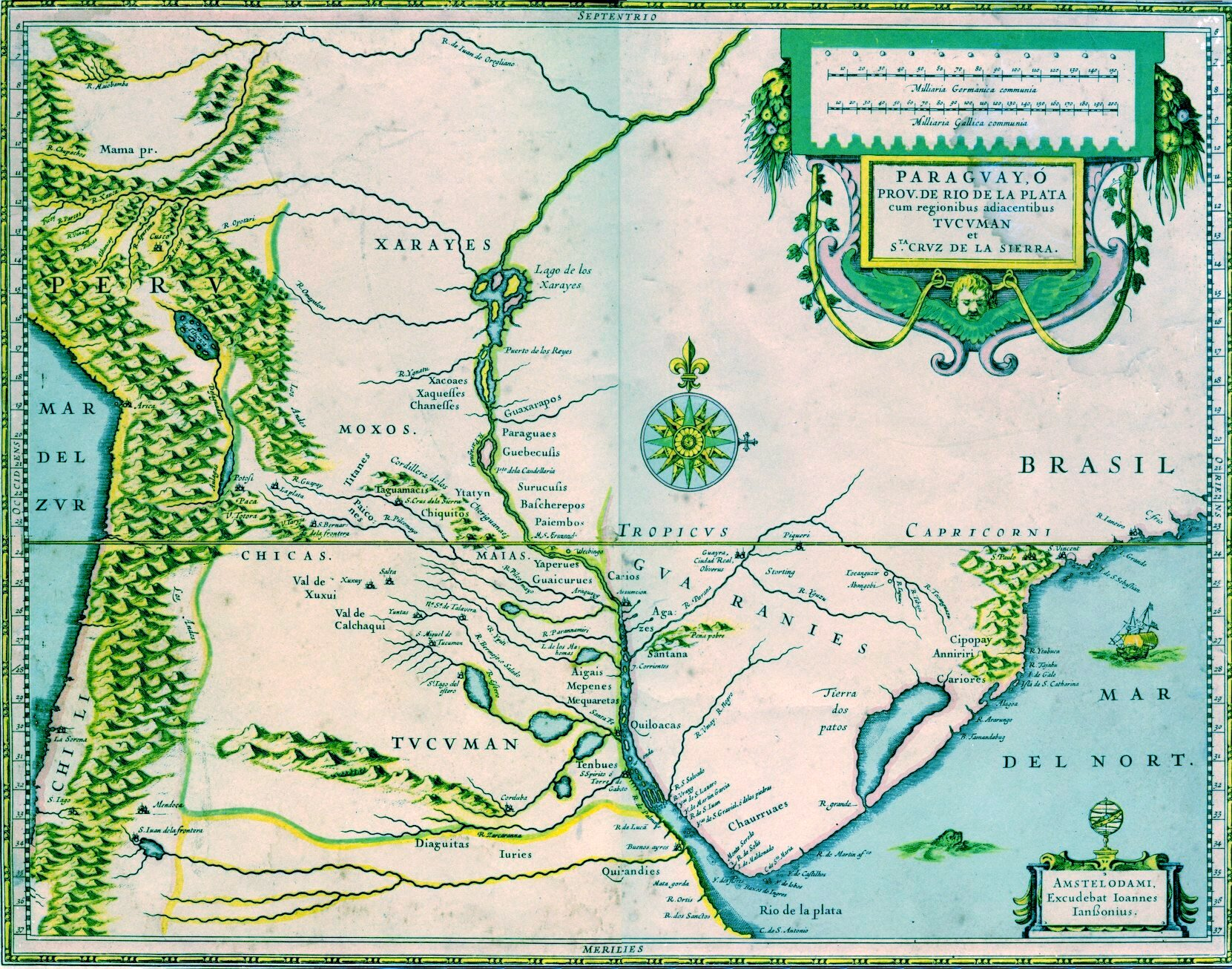
Gobernaciones del Tucumán y del Río de la Plata y Paraguay, siendo entidades autónomas dentro del gran Virreinato del Perú, en un mapa de 1600.

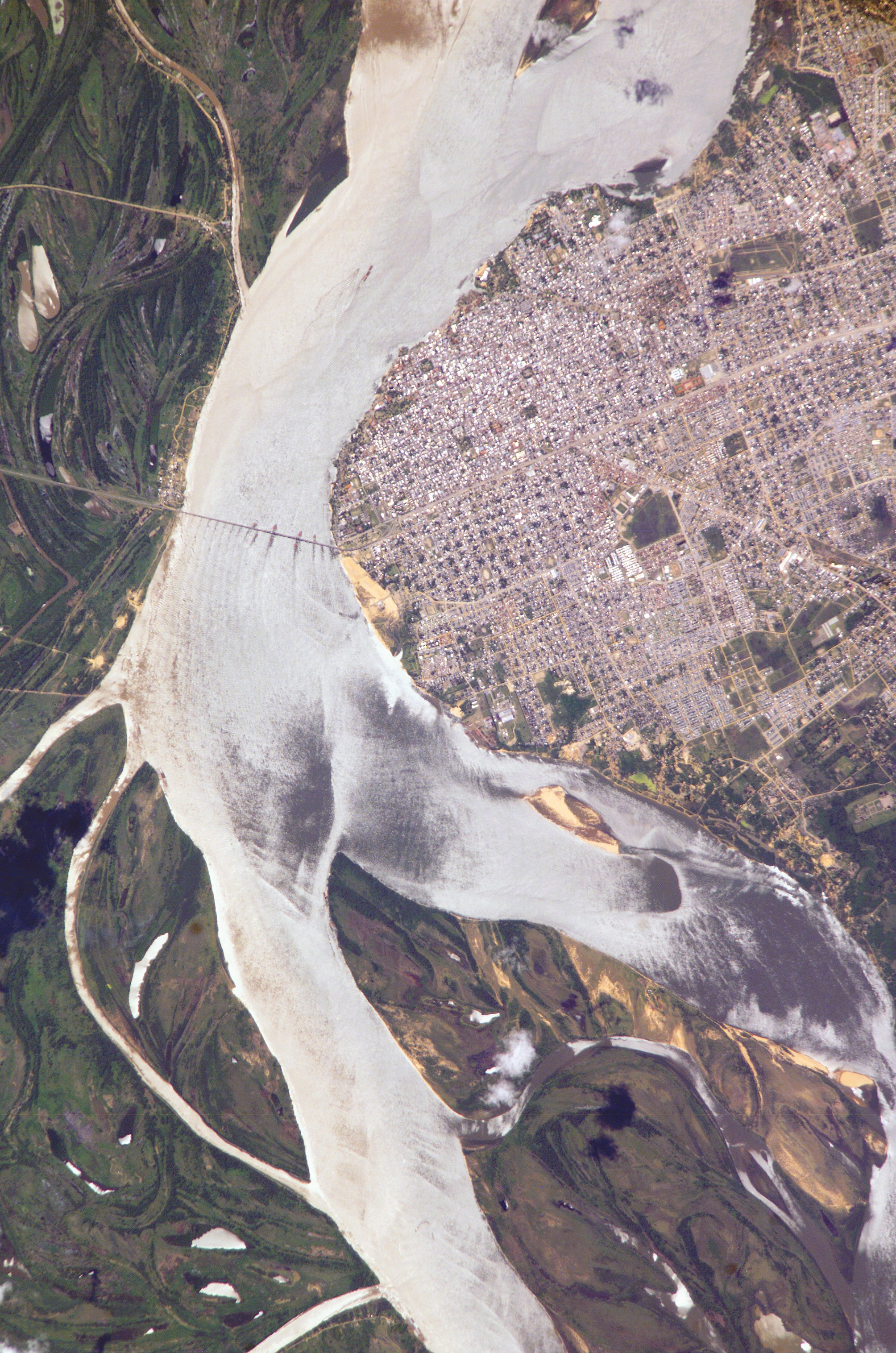
Vista satelital de la actual ciudad de Corrientes a orillas del río Paraná.

Siendo alcalde, en 1747 Manuel Maciel decidió levantar un nuevo edificio para la iglesia matriz de Santa Fe, debido al estado ruinoso que presentaba ya que una vez trasladada la ciudad a su actual emplazamiento —en el período de 1650 a 1660, debido al ataque de los aborígenes y a las crecientes de los ríos— fue uno de los primeros edificios en construirse a fines del siglo XVII, presentando falencias arquitectónicas.
La información de nobleza de Manuel Maciel y Cabral de Alpoin fue aprobada el 18 de diciembre de 1750, por Lorenzo José de César quien fuera el alcalde de segundo voto de la ciudad de Santa Fe.
Proyectó la reconstrucción y empezó a levantarse el templo actual de forma y estilo superiores, de tres naves con paredes de tapia, cielorraso de caña y una torre campanario. En los cuatro años que duró la obra, culminada en 1751, invirtió una considerable parte de sus bienes y su dedicación personal.
Se lo nombró patrono del convento de Santo Domingo de Guzmán, ayundándolo muy generosamente y mandando a reconstruir su edificio, sustituyendo las celdas de barro y paja, además de dotar al templo de un precioso retablo con piezas de plata.

### Fallecimiento y sepultura
Manuel Maciel y Cabral de Alpoin terminó falleciendo el 20 de octubre de 1764 en esta misma ciudad de residencia, en donde le hicieron un imponente funeral. Sus despojos amortajados con el hábito dominico fue llevado hasta el templo antes citado, acompañado por el clero urbano vestido con sobrepelliz. Sus restos mortales fueron enterrados junto al altar mayor que él mismo había donado.

## Matrimonio y descendencia
El entonces alcalde Manuel Maciel y Cabral de Alpoin se unió en matrimonio en la ciudad de Santa Fe el 27 de julio de 1726 con Rosa de Lacoizqueta y Martínez del Monje (n. Santa Fe, ca. 1700), una hija del militar hispano-navarro Juan de Lacoizqueta, quien fuera maestre de campo y teniente de gobernador de Santa Fe desde 1712 hasta 1716, y de su esposa María Martínez del Monje y Pessoa Figueroa.
Rosa era nieta materna del capitán riojano-español Francisco Martínez del Monje, que era alguacil mayor del Paraguay desde 1675 y alcalde ordinario de primer voto de Santa Fe en 1695, y de su cónyuge hispano-argentina Isabel de Pessoa y Figueroa, bisnieta materna por vía femenina del teniente de gobernador santafesino Nicolás de Pessoa y Figueroa y de su mujer Juana María de Ávila Britos de Sotomayor, y tataranieta del longevo maestre de campo hispano-chileno Pedro Homem de Pessoa y Pereda corregidor de Cuyo desde 1628 hasta 1631 y teniente de gobernador de Santa Fe hasta 1648, y de su primera mujer Isabel de Figueroa Mendoza y Garcés de Bobadilla.
Por lo tanto la infanzona Rosa de Lacoizqueta era descendiente directa de conquistadores y encomenderos de origen portugués como Pedro Homem de Pessoa de Saa, y de origen español como Mateo Pizarro —que era un hijo del capitán hispano-extremeño Gonzalo Pizarro Rodríguez de Aguilar y de su amante María de Biedma, y por ende medio hermano del marqués Francisco Pizarro, único gobernador de Nueva Castilla— que había sido el primer poblador y encomendero de Osorno desde 1558 hasta 1585, también de Juan Garcés de Bobadilla quien fuera encomendero desde 1574, Juan de Figueroa y Villalobos, Francisco de Figueroa Mendoza, Pedro Alonso de Ribera Pereda y Francisco Gudiel.
Manuel Maciel y Rosa de Lacoizqueta tuvieron numerosos hijos, entre ellos:
- Juan Baltasar Maciel y Lacoizqueta (Santa Fe, 7 de septiembre de 1727-Montevideo, 2 de enero de 1788), abogado, doctor en Teología y sacerdote. El día 4 de junio de 1770 bautizó al futuro doctor en abogacía, militar y prócer argentino, el general Manuel Belgrano.[6]
- Joaquín Maciel y Lacoizqueta[6][33][40][41][42] (ib., 20 de junio de 1729-ib., 2 de junio de 1780), maestre de campo y teniente de gobernador de Santa Fe desde 1766 hasta 1771, casado en 1750 con Isidora Fernández de Valdivieso[33][42][43] (n. Córdoba del Tucumán, Virreinato del Perú, 1726), radicada con su familia en Santiago de Chile desde 1729, siendo hija de Silvestre Fernández de Valdivieso y de su esposa Jerónima Rosa de Herrera y Cabrera[40] que era una descendiente de los gobernantes Juan de Garay, Hernandarias de Saavedra, Jerónimo Luis de Cabrera,[40][44] Diego de Villarroel, Juan Ramírez de Velasco[44] y de Gonzalo Martel de la Puente y Guzmán,[45] XII señor de Almonaster, quien fuera regidor de Panamá, capitán general de Tierra Firme y teniente general del Perú,[45] unido en matrimonio con Francisca Lasso de Mendoza y Gutiérrez de los Ríos, una descendiente de la Casa del Infantado.[46] Fruto del enlace entre Joaquín Maciel e Isidora Fernández de Valdivieso hubo nueve hijos, de los cuales la primogénita Rosa se casó con su primo Juan Francisco de Echagüe y Andía Maciel,[33] la quinta hija María Antonia en nupcias con su tío Domingo Maciel y Lacoizqueta, la séptima hija María Dolores[40] que se matrimonió con el hispano-andaluz Manuel de Alfaro y serían padres de Fernando Alfaro Maciel,[40][47] la octava María Juana Maciel[40][48] (Santa Fe, ca. 1762 - Buenos Aires, 1 de octubre de 1806)[48] en matrimonio con el hispano-asturiano Augusto Nicolás del Campo,[40] quien fuera el sobrino segundo del marqués-virrey rioplatense del mismo nombre,[42] y que fueran padres, entre otros, del teniente coronel Juan Estanislao[40] y de Juana María del Campo[42][48] que se casaría con el doctor Miguel Mariano de Villegas.[42]

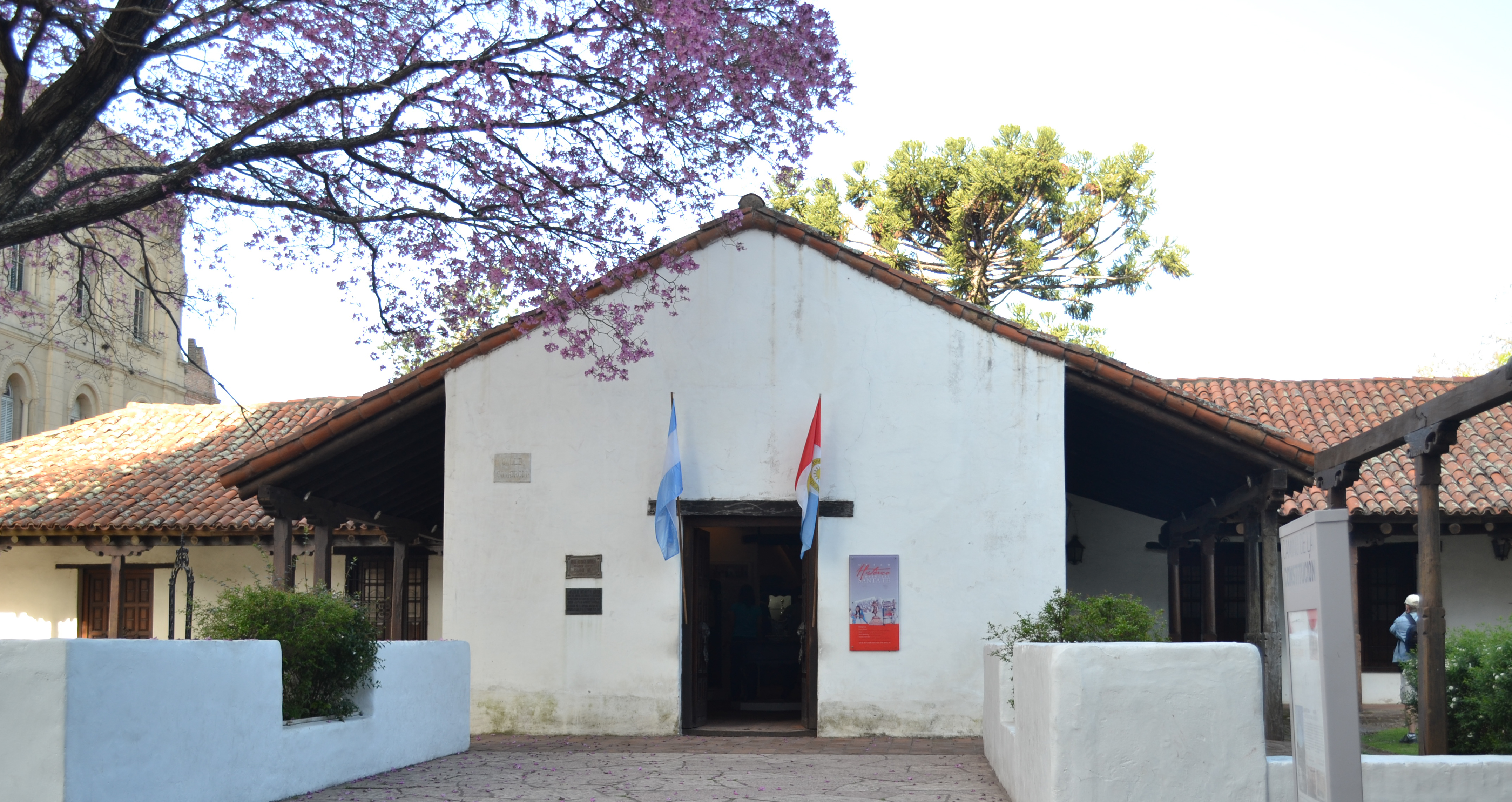
Casa de los Diez de Andino, el actual edificio civil más antiguo de la República Argentina.

- Juana Maciel y Lacoizqueta (f. Santa Fe, 6 de julio de 1775) casada con el maestre de campo Bartolomé Diez de Andino (ib., ca. 1713-1763), padres del único hijo Manuel Ignacio Diez de Andino y Maciel (Santa Fe, 30 de julio de 1747-ib., 29 de mayo de 1822) quien en 1767 pasó a ser propietario de una antigua casa construida en 1662 por Francisco de Oliver Altamirano, y que en la actualidad se mantiene intacta.
- Domingo Maciel y Lacoizqueta[49] (ib., 27 de mayo de 1737-ib., 23 de julio de 1792) fue el alcalde de Santa Fe desde 1737 hasta 1792 que se unió en matrimonio tres veces:

1) - En primeras nupcias el 7 de enero de 1765 con Ventura del Casal.
2) - En segundas nupcias el 7 de diciembre de 1774 con su sobrina María Antonia Maciel y Fernández de Valdivieso (ca. 1757-ca. 1780).
3) - En terceras nupcias el 22 de julio de 1782 con María Josefa López Pintado Marcos de Mendoza y Ziburu de Echagüe y Andía (n. ca. 1760 -f. 1821), con quien tuvo por lo menos un hijo:
- Cosme Maciel, un patriota argentino quien izara la bandera creada por Belgrano, era propietario de la hacienda del arroyo del Medio y falleció abintestato.

- Ana Maciel y Lacoizqueta (n. ib., ca. 1737) unida en matrimonio con Juan Francisco Ruiz de Bolaños y en segundas nupcias con Bartolomé de Quiroga.
- María Isabel Maciel y Lacoizqueta[50] (n. ib., 18 de noviembre de 1738) priora de la Venerable Orden Tercera (V.O.T.) de Santo Domingo, casada con el coronel Melchor de Echagüe y Andía Mendieta (f. Santa Fe, 4 de julio de 1793), teniente de gobernador de Santa Fe desde 1776 hasta 1791. Fueron padres de once hijos, siendo uno de ellos el capitán Francisco de Echagüe y Gandía Maciel que se casaría con su prima Rosa Maciel y Valdivieso.[50]
- María Dominga Maciel y Lacoizqueta (ib., 5 de agosto de 1743-Santiago de Chile, ca. 1820) casada con su concuñado José Ciriaco Fernández de Valdivieso Arbizu y Herrera Cabrera (n. Santiago de Chile, 1739), y con quien concibieran al doctor Manuel Joaquín de Valdivieso, secretario de Gobierno y diputado de la república independiente, y el futuro padre de Rafael Valentín Valdivieso Zañartu y abuelo de monseñor Crescente Errázuriz Valdivieso quienes fueran en diferentes tiempos arzobispos de Santiago de Chile.

## Condición de Puerto Preciso
La real cédula de 1726 obligaba a las embarcaciones a parar en el puerto de Santa Fe y pagar los arbitrios que la norma fijaba pero con los años dicha obligación dejó de ser efectiva, haciendo caer la recaudación local.
Por resolución de la Real Audiencia de Charcas, desde 1739 y prolongándose por más de 16 años del fallecimiento de Maciel que como mentor restableciera la condición perdida del puerto, sumado a la pacificación momentánea de las tribus chaqueñas, Santa Fe lograría recuperar su economía.
Lamentablemente para la ciudad y su tenencia de gobierno, la condición de «Puerto Preciso» fue perdida en 1780 por disposición del nuevo Virreinato del Río de la Plata, durante el mandato del segundo virrey Juan José de Vértiz y Salcedo, posterior tercer presidente de la Real Audiencia de Buenos Aires.